# Enrico Buonafede
Enrico Buonafede (Napoli, 21 giugno 1920 – Napoli, 11 ottobre 1987) è stato un compositore e direttore d'orchestra italiano.
È noto per essere autore di diverse centinaia di canzoni napoletane.

## Biografia
Nacque nel rione Sanità; precocemente orfano, fu mandato in collegio a Roma e da lì fu selezionato e indirizzato agli studi musicali presso l'Accademia della Farnesina. 
Si diplomò in direzione e composizione nel 1939, ma già dal 1938 gli fu conferito l'incarico di direttore della "Fanfara del Comando Federale di Littoria".
Continuò poi come insegnante di musica e canto, nonché direttore della banda musicale del Collegio Marinaro "Caracciolo" della G.I.L., Sabaudia.

«Negli anni 1941-42 è stato direttore d'orchestra della stazione radiofonica di Cettigne, in Montenegro.
Tra il 1943 e il 1945, rientrato a Napoli, mette insieme un ensemble musicale suonando per i Club degli Alleati».

Dagli anni quaranta inizia la copiosa produzione di canzoni napoletane; in molti testi si fa risalire la prima a Parole facile,  dopo aver vinto il concorso-audizione indetto dalla Casa editrice Gesa nel 1946 per conto del comitato per la Festa di Piedigrotta; tuttavia, nell'archivio della Discoteca di Stato, oggi accessibile in Rete, ci sono testimonianze di composizioni che è lecito supporre anteriori.
In seguito pubblicò per altre case editrici specializzate in musica napoletana: Giba, La Canzonetta, Bideri.
Si dedicò, nel corso di tutta la sua lunga carriera, all'attività di "arrangiatore" (era un eccellente orchestratore, dalla solida formazione accademica, prestato alla musica "leggera") su commissione degli autori sprovvisti delle competenze necessarie, come anche delle stesse case discografiche nazionali (Rca Italiana, Fonit) e delle tantissime etichette locali (Vis Radio, Zeus, Studio7).
Il tutto continuando a scrivere canzoni per iniziativa propria o, spesso, su sollecitazione degli autori dei testi, tra cui spicca lo scrittore e giornalista Giuseppe Marotta, col quale si instaurò un rapporto di reciproca fraterna amicizia. Insieme, hanno realizzato canzoni come  'Mbraccio a te e  'O destino affermatesi nel repertorio della canzone classica napoletana.
Collaborò, inoltre, con Enzo Di Gianni, Peppino Fiorelli, Ciro Parente, e altri.
C'è da notare che, come da costume diffuso nella tradizione della canzone napoletana, in maniera più marcata di quanto avvenga comunque nell'ambito della musica leggera, la composizione della canzone spesso era commissionata da parte di autori "poeti non professionisti" come anche di cantanti bisognosi di allargare e innovare il proprio repertorio, il che porta a un numero di canzoni di Buonafede che ammonta a diverse centinaia, pur con irrisolti problemi di datazione e riferimenti alle fonti che non siano la mera registrazione alla SIAE.

### Gli anni della televisione
Dal 1958, cioè pressoché agli inizi della programmazione ufficiale del solo canale Nazionale della Rai, lavorò per diversi spettacoli televisivi. Si trattava di dirette dalle manifestazioni napoletane, come "Piedigrottissima", e di edizioni del "Festival della canzone napoletana", cui partecipò nella duplice veste di autore e direttore d'orchestra, come anche di trasmissioni a vocazione nazionale: Canzonissima, Quattro passi tra le note, Giardino d'inverno, Sette voci, 15 minuti con..., L'altra domenica. E ancora, Concerto per Napoli, Passeggiata sul golfo, Autunno napoletano, Anfiteatro d'oro Pozzuoli, Festival della canzone di New York.
Negli anni 1970-77 fu responsabile musicale dello spettacolo "L'usignolo di Napoli", prodotto dalla RAS (Riunione Adriatica di Sicurtà), una manifestazione sul modello dello Zecchino d'oro. Fu coadiuvato da Cino Tortorella che, in veste di Mago Zurlì, presentò diverse edizioni. Assunta la direzione artistico/musicale di "Canale 21", storica emittente televisiva napoletana, coinvolse Tortorella come coautore, animatore e presentatore dello spettacolo televisivo "Il cantapinocchio".
Lo spettacolo televisivo fu sospeso e poi cancellato in seguito al terremoto del 1980 e alla crisi economica che ne derivò per Napoli e per le zone della Campania più interessate dal sisma. 
Così come terminarono le attività di insegnante di musica e canto e direttore della banda musicale del convitto "Ugo Filangieri", che accoglieva giovani in difficoltà dei quartieri popolari di Napoli,  chiuso in seguito ai danni strutturali provocati dal terremoto.

## «Fra le sue canzoni più note»[7]
Titolo (Autore dei versi, evento e anno)
- Malombra mia (Pasquale Orecchio, 1947)
- 'Ncatentato d' 'o mare (Gennaro Amato, 1949)
- Io sfrenneseo cu 'a luna (Ciro Parente, 1950)
- ’Mbraccio a te (Giuseppe Marotta, Festival di Napoli 1959)
- ’Nnammuratella (Enzo Di Gianni, Giugno napoletano 1961)
- 'O destino (Giuseppe Marotta, Festival di Napoli 1962)
- Tu stasera si' Pusilleco (Gennaro Amato, Festival di Napoli 1962)
- Lacreme d'autunno (Luigi Cioffi - Giovanni Marigliano, Festival di Napoli 1966)
- Casarella 'e piscatore (Luigi Cioffi - Giovanni Marigliano, Festival di Napoli 1967)

## Discografia parziale
Titolo, Interprete, Etichetta, anno.

### Dischi 78 rpm
- Nun me voglio avvelenà, Tina De Paolis, Fonit 9263-B, 194x
- Na vela, Maria Paris, Vis Radio Vi5369, 195x
- Lassame, Sergio Bruni, La voce del padrone HN2861, 1951
- 'Ncatenato d' 'o mare, Alberto Berri, Vis Radio VI4550, 1952
- Cascatella, Pina Lamara, Fonit CQ3435, 1957
- 'Mbraccio a te, Julia de Palma, Columbia CQ3539, 1959
- 'Mbraccio a te, Sergio Bruni, La voce del padrone HN3959, 1959

### Dischi 45 rpm
- 'Mbraccio a te, Julia de Palma, Columbia SCMQ1246, 1959
- 'Mbraccio a te, Quartetto 2+2, Rca 45N 0848, 1959
- 'Mbraccio a te, Sergio Bruni, Voce del Padrone 7MQ1243, 1959
- 'O destino, Luciano Tajoli, JuckeBox JN2213, 1962
- 'O destino, Maria Paris, Vis Radio VLMQN056143, 1962
- 'O ritrattiello, Pino Mauro, Jockey JQL1149, 1963
- 'O ritrattiello, Lucia Valeri, Regal SRQ177, 1963
- Tu stasera si' Pusilleco, Enzo Del Forno, KING AFK56046, 1965
- Lacreme d'autunno, Tony Astarita, King AFK 56054, 1966
- Casarella 'e piscatore, Mario Trevi, Durium QCA1382, 1967
- Suonno doce, Nunzia Greton, KO K10112, 1970
- Suonno doce, Enzo Del Forno, Phonotype PH220, 1970
- Fate largo, passa ’o ciuccio (inno della SCN), Nik Pagano, Studio7 B/402